# 于倫耀鯰
于倫耀鯰，為輻鰭魚綱鯰形目塘虱魚科的一個種，分布於非洲剛果河中游的Ibembo流域，棲息在水底，體長可達9.8公分。

## 扩展阅读
維基物種上的相關：于倫耀鯰